# Милош Раонић
Милош Раонић (Титоград, 27. децембар 1990) канадски је тенисер пореклом из Црне Горе. Најбоље је пласирани канадски тенисер у опен ери на АТП ранг листи у појединачној конкуренцији.
Истакнути догађаји у Раонићевој каријери укључују: велико финале на Вимблдону 2016; два полуфинала на Вимблдону 2014. и Отвореном првенству Аустралије 2016; и четири финала АТП Мастерс 1000 на Отвореном првенству Канаде 2013, Мастерс у Паризу 2014, Мастерс у Индијан Велсу 2016 и Мастерс у Синсинатију 2020. Раонић је први пут стекао широко признање пласиравши се у четврто коло Аустралијан опена 2011. као квалификант, где је за њега речено да је будућност професионалног тениса. Заједно са његовом првом АТП Тур титулом три недеље касније, његов светски ранг је порастао са 152. на 37. место за месец дана, а добио је и титулу АТП новајлија године 2011. Раонић је први играч рођен 1990-их који је освојио титулу на АТП туру, који је био рангиран у првих 10 и који се квалификовао за финале АТП турнира (које је друго постигао 2014.).
Раонић воли да игра на тврдој подлози, али је највише познат по свом сервису, који је моћан и разоран. Раонић се често описује као један од играча са најбољим сервисом међу играчима своје ере. Статистички гледано, Раонић је један од најбољих сервера у Отвореној ери, освајајући 91% сервиса и заузима треће место свих времена по овом параметру. Уз помоћ снажног сервиса, игра на свим подлогама, са нагласком на кратке поене. Све његове титуле у синглу су освојене на тврдим подлогама. Његов укупан проценат победа јесте 68% што је један од највиших међу тренутно активним играчима.

## Рани и лични живот
Раонић је рођен 27. децембра 1990. године у Титограду, СФР Југославија (сада Подгорица, Црна Гора), и српског је порекла. Због распада Југославије и етничких сукоба који су уследили и у потрази за бољим каријерним приликама, његова породица се преселила у Канаду 1994. када је имао три године, настанивши се у Брамптону, Онтарио.
Оба родитеља су му инжењери; отац Душан је доктор наука, инжењер електротехнике, док је његова мајка Весна дипломирала машинство и рачунарство и у истој области мастерирала. Има двоје старије браће и сестара: сестру Јелену старију је једанаест година, док је брат Момир старији девет година. Раонићев стриц Бранимир Гвозденовић је политичар у Влади Црне Горе, у којој је обављао функцију потпредседника Владе.
Његово прво, кратко упознавање са тенисом било је када је имао шест или седам година и учествовао је на једнонедељним тениским кампу у Тениском клубу Брамалеа у Брамптону, након чега су уследиле недељне групне сесије које је водио тениски тренер Стив Гибсон, који је препознао његов потенцијал. Убрзо се преселио у оближњи Торнхил, Онтарио, и прошла је једна или две године пре него што је питао родитеље да ли може поново да игра. Његов отац је потражио тренера Кејсија Кертиса у тениском клубу Блекмор у суседном Ричмонд Хилу, Онтарио. Кертис је испрва оклевао да ли да га тренира, али је био убеђен након што је Раонић показао своју посвећеност радећи са оцем и машином за лоптице свакодневно два месеца. Годинама касније, Раонић је рекао да је изабрао тенис због његове „индивидуалности и [зато што је] осећао [да] може више да тренира сам и на машини са лоптама са [својим] татом“.
Раонић и Кертис су радили заједно „два пута дневно, скоро сваки дан, наредних девет година“. Под условом да заврши започете курсеве, Раонићу је дозвољено да смањи  број сати на часовима у основној школи Торнхил како би могао више да вежба, што је радио и пре и после школе. Његови родитељи и браћа и сестре подржавали играње тениса, наизменично га возећи на тренинге и турнире, али га нису гурали на то нити су се мешали у тренирање. Уместо тога, свуда су наглашавали школу, инсистирајући да он задржи академску изврсност као предуслов за играње тениса. Похађао је средњу школу Торнхил, и убрзао је обим часова — постигавши просек од 82 одсто — тако да је могао да дипломира годину дана раније. Крајем 2007. године, са 16 година, Раонић се преселио у Монтреал као један од првих играча у новом Националном тениском центру Тенис Канаде, чиме је дошло до краја његове формалне везе са тренером Кертисом.
Раонићева четири омиљена спортска тима су ФК Барселона, Торонто блу џејси, Торонто мејпл лифси и Торонто репторси. Играо је на NBA All-Star Celebrity Game 2016. која је била организована у Торонту.
Раонић је радио за Rogers Sportsnet као аналитичар док се опорављао од повреде, радио је током преношења Канада опена 2011. У новембру 2011, Раонић је победио у егзибиционом мечу против свог идола из детињства, Пита Сампраса, који је назван „The Face Off“. Године 2012. настанио се у Монте Карлу, Монако у стан од педесет квадрата, који се налази неколико минута од Кантри клуба Монте Карло — његовог „домаћег“ тениског клуба и места одржавања Монте-Царло Мастерс турнира — и Стадион Луј II, који користи за тренинг ван терена. Раонић је био у вези са канадском манекенком Данијелом Кнудсон. У априлу 2022. Раонић се у Италији оженио манекенком Камил Рингоар.

## Каријера

### Аматерска каријера
Раонић се први пут такмичио на јуниорском такмичењу које је одобрила Међународна тениска федерација (ИТФ) у октобру 2003. са 12 година. Раонић је у пару са канадским играчем Камероном Чангом, пласирао у финале Бењамин опена у Бордоу, у Француској. Две године касније, у октобру 2005, остварио је своју прву победу у појединачној конкуренцији; имао је 14 година. Његове прве јуниорске титуле у синглу и у дублу биле су на истом турниру четвртог разреда у октобру 2006. Касније те године, освојио је титулу у дублу у Купу Принца, у партнерству са Канађанином Вашеком Поспишилом по први пут на ИТФ догађају. Поспишил и Раонић су били партнери на још четири јуниорска турнира, укључујући првенство у Вимблдону 2008. и Отворено првенство Француске 2008. године, и на последњем су стигли до полуфинала. Његове најзапаженије титуле као јуниора биле су у дублу, освојивши два такмичења у разреду 1 2008. у партнерству са Бредлијем Кланом.
Током пет година, Раонић је направио рекорд победа и пораза од 53–30 у синглу и 56–24 у дублу на ITF Junior Circuit. Осим што је дошао до полуфинала на Отвореном првенству Француске 2008. у дублу, Раонић није прошао друго коло јуниорских гренд слем такмичења. Његов најбољи у каријери комбиновани јуниорски ранг, који узима у обзир и сингл и парове, био је број 35.
Док је био аматер, Раонић је играо на четрнаест професионалних турнира против одраслих у Северној Америци: десет ITF Futures турнира на најнижем нивоу професионалног тениса; три ATP Challenger Tour догађаја на средњем нивоу; и један ATP World Tour на највишем нивоу. Своју прву професионалну кружну утакмицу одиграо је у квалификационом жребу на ITF Futures  турниру у Торонту у октобру 2005. са 14 година; победио је у свом првом професионалном мечу у главно, жребу на ITF Futures  турниру у Гатиноу, у Квебеку, у марту 2007. против Фабриса Мартина. Победом, Раонић је освојио своју прву светску ранг листу број 1518. Одиграо је свој први професионални круг у дублу на истом турниру, поново у партнерству са Поспишилом. Раонић је изгубио први меч на АТП Челенџер туру у Гранбију, у Квебеку, у јулу 2007. од Герија Лугасија. Раонић је освојио своју прву ITF Futures титулу у дублу у Гатинеау, Квебек, у марту 2008, и пласирао се у прво ITF Futures сингл финала две недеље касније у Шербруку, Квебек. Добио је вајлд кард за квалификациони турнир Отвореног првенства Канаде 2008, али је изгубио у првом колу од Александра Кудрјавцева. Тај меч је био његов први на АТП светском туру.
До лета 2008. године, Раонићу је неколико колеџа понудило стипендије, укључујући Универзитет Мичиген, Принстон и Северозападни универзитет, и обавезао се да ће играти за Универзитет Вирџиније те јесени док је студирао финансије. Само две недеље пре почетка школе, консултовао се са родитељима о свом плану да уместо тога постане професионалац. Раонић и његови родитељи договорили су се да ће похађати дописне курсеве финансија на Универзитету Атабаска док започиње професионалну тениску каријеру, постављајући рок од две године да дође до врха 100. Током тог лета, Раонићев ранг био је између 915. и 937. места. Он је стигао до топ 100 у јануару 2011, око пет месеци касније од циљаног рока. Тако је одбио стипендије и постао професионалац, пристајући да га заступа спортска агенција СФКС. Мушки тениски тренер са Универзитета Вирџинија Брајан Боланд касније је прокоментарисао: „видео сам само два момка који одбијају стипендије и брзо успеју на Туру: Сем Квери и Милош Раонић“.

### 2008–2010: Ране професионалне године
Након што је постао професионални тенисер септембра 2008, све до краја 2010. Раонић је играо и у сингл и дубл конкруренцији, примарно ИТФ Фјучерсе и АТП Челенџер турнире. Освојио је своју прву ИТФ Фјучерс титулу у појединачној конкуренцији марта 2009. године у Монтреалу. Освојио је још три титуле у синглу и пет у дублу на ИТФ Фјучерсима током 2009 и 2010. Био је мање успешан на АТП Челенџер нивоу, освојивши само један трофеј. На четвртом турниру који је играо након што је постао професионалац, Раонић је освојио титулу у дублу на Мушком Римуски Челенџеру у новембру 2008. године, у пару са Поспишилом.
На нивоу АТП турнеје, Раонић је успео да учествује на неколико турнира, састављајући рекорд главног жреба од три победе и пет пораза током скоро две и по године. Године 2009. Раонић је поново добио вајлдкард за квалификациони турнир Отвореног првенства Канаде. Овог пута је победио 77. играча света Тејмураза Габашвилија и 113. играча Микаела Лодру и први пут се квалификовао за главни жреб на АТП турнеји. У првом колу је имао меч лопту, али је изгубио од 10. тенисера света Фернанда Гонзалеса у три сета. Мечеви против Габашвилија и Гонзалеса били су први мечеви у синглу за Раонића против играча у топ 10 и топ 100.
Годину дана касније, на Отвореном првенству Канаде 2010, Раонић и Поспишил су добили вајлд карте у главном жребу, што је био први Раонићев меч у дублу на АТП турнеји. У мечу првог кола победили су Рафаела Надала и Новака Ђоковића. То је био први пут да су светски број 1 и 2 играли заједно у дубл мечу од када су то урадили Џими Конорс и Артур Еш 1976. У другом колу, Раонић и Поспишил су изгубили од  тадаактуелних шампиона Вимблдона у дублу, Јиргена Мелцера и Филипа Печнера. После меча, Раонић је рекао: „Наш циљ овде је суштински да будемо амбасадори у Канади. Што више играча можемо да доведемо, више људи можемо да добијемо на часовима тениса.“
Мање од месец дана касније, Раонић је први пут успео да учествује на гренд слем турниру на Отвореном првенству САД у тенису 2010. Квалификовао се за главни жреб, али је изгубио у првом колу од Карстена Бола. Раонићева прва АТП победа у главном жребу у појединачној конкуренцији била је у септембру 2010. на Отвореном првенству Малезије против 105. играча света, Игора Куњицина. Потом је у другом колу победио над 31. бројем Сергијем Стаховским. Следеће недеље, Раонић је изгубио у другом колу Јапан опена 2010. од прворангираног тенисера света, Рафаела Надала. Ово је био његов први меч у синглу против играча који је први на свету, и његов први сингл меч против члана Велике четворке — квартета доминантних тенисера укључујући Надала, Ђоковића, Роџера Федерера и Ендија Мареја.
Раонићев  однос са тренером је еволуирао током раних професионалних година. Од краја 2007. Раонић је радио са тренерима из Канаде—укључујући Гијома Маркса, главног канадског тренера јуниора —са седиштем у Националном центру за обуку у Џери парку у Монтреалу. У новембру 2009. године, када је био рангиран на 377. месту, Национално управно тело за тенис, Тенис Канада, је ангажовала недавно пензионисаног бившег играча Фредерика Нимајера да тренира Раонића и путује са њим 18 недеља током сезоне 2010. Међутим, крајем 2010. Нимајер је одлучио да мање путује због „породичних разлога”. Тенис Канада је уговорила двонедељни пробни период са бившим 40. бројем Гало Бланком у сарадњи са Нимејером, што је укључивало турнире у Малезији и Јапану крајем септембра и почетком октобра. Током овог периода, Раонић је напредовао на ранг лист, са 237. позиције на 155. Тенис Канада је ангажовала Бланка, а Раонић се преселио у Барселону да тренира са Бланком и тренером Тонијем Есталелом. Бланко је рекао да је ван сезоне коју је Милош имао те зиме у Барселони била невероватна. Додао је: Никада раније нисмо видели ништа слично, да неко ради на начин на који је он радио шест недеља.

### 2011: Топ 25 и прва АТП Тур титула
Прва два месеца 2011. Раонић је остварио значајан напредак у каријери, јер је са 156. места почетком јануара попео на 37. место до краја фебруара. Тиме је постао највише рангирани канадски играч икада. Започео је овај успон квалификацијама за главни жреб Аустралијан опена. Победа у првом колу над Бјорном Фауом била је уједно његова прва победа у главном жребу гренд слема. У другом колу је победио 22. носиоца Лодру, поставши први Канађанин у последњих 10 година који је стигао до трећег кола гренд слем турнира у синглу. Остваривши прву победу у каријери над ТОП 10 играчем (Михаил Јужни) у трећем колу, постао је први квалификант који је прошао четврто коло мејџора, од када је исто успео Марсел Филипини на Отвореном првенству Француске 1999. године.
Упркос поразу у четвртом колу од седмог играча света Давида Ферера, Раонић је добио одличне критике за игру на Отвореном првенству Аустралије. Патрик Макинро је рекао да је „Раонић права ствар“. BBC Sport је Раонића назвао делом „нове генерације“. Мартина Навратилова је Раонића назвала „новом звездом“ рекавши да је „небо граница“. The Sydney Morning Herald је Раонића назвао „будућом суперзвездом“.
Две недеље касније, Раонић је освојио своју прву АТП титулу на шампионату Пацифичке обале, победама над 45. играчем света Гзавјеом Малисом, 170. Џејмсом Блејком, 74. Ричардасом Беранкисом и деветим играчем света, Фернандом Вердаском. Победом је постао први играч рођен 1990-их који је освојио АТП титулу, и најмлађи победник откако је Марин Чилић освојио Конектикат Опен 2008. са 19 година. Раонићева победа била је прва АТП титула коју је освојио Канађанин, од Грега Руседског 1995.
Следеће седмице, Раонић је први пут стигао до финала АТП 500 турнира на Државном првенству САД у тенису у дворани. Савладао је Вердаска по други пут у три дана у првом колу, као и 17. рекет света, Мардија Фиша у полуфиналу. У финалу је изгубио у три сета од 8. носиоца Родика, а Родик је на петој меч лопти ударио форхенд из скока за титулу на турниру. Родик је изјавио: „То је најбољи ударац који сам икада погодио у животу, с обзиром на околности“.
Након што је остварио побољшање пласмана (37.), Раонић је по први пут стекао директан улазак на гренд слем турнире и друге АТП турнире светске турнеје. Стигао је до трећег кола и на Мастерсу у Индијан Велсу и на Мастерсу у Монте Карлу. У мају, Раонић је достигао до тада највишу позицију у каријери, био је 25. играч света. Први пут је био носилац на Гренд слем турниру на Отвореном првенству Француске, али је изгубио у првом колу од Мајкла Берера. На Отвореном првенству у Халеу, Раонић је стигао до свог првог финала АТП турнеје у дублу, заједно са Робином Хасеом. Пар је изгубио од Рохана Бопане и Аисама-еу-Хака Курешија у одлучујућем супер тајбреку. Током свог меча другог кола сингла на Вимблдону против Жила Милера, Раонић је водио али се повукао након што је повредио десни кук када се оклизнуо и пао на траву. Подвргнут је операцији кука што га је спречило да се такмичи до септембра. Његов једини значајан резултат у другој половини 2011. након повратка од повреде био је наступ у полуфиналу на Стокхолм опену, где га је победио Гаел Монфис.

### 2012: Наставак успона и прва одбрана титуле
Раонић је 2012. почео са титулама на два од прва три турнира на којима је играо, од друге АТП титуле на Отвореном првенству Ченаја у Индији. Имао је узастопне победе над топ 10 играча по први пут на турниру, победивши Николаса Алмагра у полуфиналу и Јанка Типсаревића у финалу. Раонић је освајао гемове када је имао сервис током целог турнира, поставши први играч који је то учинио од Федерера на Отвореном првенству Халеа 2008. Изгубио је у трећем колу Аустралијан опена од Лејтона Хјуита. У фебруару је Раонић одбранио титулу на шампионату Пацифичке обале, победивши Дениса Истомина у финалу, освојивши своју трећу АТП титулу. Следеће недеље у Мемфису, Раонић је другу годину заредом стигао до финала америчког Националног првенства у тенису у дворани, али је изгубио од Мелцера.
Раонић је у пролеће играо своја прва три меча против тада трећег играча света Роџера Федерера, на три различите подлоге: на тврдој подлози у трећем колу Мастерса Индијан Велса; на земљаној подлози у другом колу на Мадрид Опену ; и на трави у четвртфиналу на Хале опену. У сваком мечу, Раонић је освојио први сет пре него што је изгубио наредна два. После меча Хале Опена, Федерер је приметио: „Срећан сам што сам га сада победио јер ће до краја моје каријере сервирати са 300. километара на сат.“  Победио је четвртог играча света Мареја у низу у низу у четвртфиналу на Отвореном првенству Барселоне. Ово му је била прва победа над играчем из Велике четворке. У полуфиналу је изгубио од шестог играча света Ферера. Раонића је победио Хуана Монако у трећем колу Отвореног првенства Француске, а након тога га је у другом колу победио Квери на Вимблдону.
Раонић се квалификовао у прво АТП 1000 четвртфинале на узастопним турнирима у августу, изгубивши од Џона Изнера на Отвореном првенству Канаде и Стана Вавринке на Мастерсу у Синсинатију. Изгубио је меч против Вавринке након што је победио семог играча света Томаша Бердиха, што му је била четврта победа против играча рангираних у топ 10, током те календарске године. Тринаестог августа, био је 19. на свету, чиме је био први пут на врху 20. На Отвореном првеству САДУ, Раонић је изгубио у четвртом колу од Мареја, који је освојио турнир. Раонић је био први Канађанин који је стигао до четвртог кола Отвореног првенства САД од Лорендоа 1988. На Отвореном првенству Јапана које се играло у октобру месецу, Раонић је дошао до трећег АТП 500 финала, победивши Радека Штјепанека, Виктора Троицког, Типсаревића и Мареја; потом је испао у финалу у мечу против Јапанца Кеја Нишикорија у три сета. Његове победе над Типсаревићем и Марејем су биле трећи пут да је победио у узастопним мечевима против топ 10 играча.
Током 2012. године, Раонић је предводио АТП по поенима освојеним на први сервис (82%) и у освојеним сервис гемовима (93%). Годину је завршио на високом 13. месту у синглу у каријери. Његових шест победа над топ 10 играча у 2012. години, укључујући два победе против Мареја, представљају врхунац у његовој каријери.

### 2013: Пласман у Топ 10 и прво финале Мастерса 1000
На сва четири гренд слем турнира 2013. Раонић је постигао најбољи резултат у претходном периоду. Стигао је до четвртог кола Аустралијан опена, где га је победио Федерер. На Отвореном првенству Француске изгубио је изгубио у трећем колу у мечу против Кевина Андерсона. На Вимблдону је изгубио у другом колу од Игора Сијслинга. На Ју-ес Опену гс је победио девети играч света Ришар Гаске, у четвртом колу у напетом мечу од пет сетова, упркос рекордних 39 асова.
Раонић је поново постигао успех на АТП 250 и АТП 500 турнирима. У фебруару је освојио своју трећу узастопну титулу на првенству Пацифичке обале, победивши Томија Хаса у финалу. Током три године, постигао је савршен резултат 12–0 и није испустио ниједан сет. Он је једини човек у Отвореној ери који је освојио три узастопне титуле у синглу на овом догађају. У септембру је освојио Тајланд опен турнир, савладавши деветог играча света Гаскеа у полуфиналу и шестог играча света Бердиха у финалу. Ово су биле четврта и пета Раоничева титула; обе су овојене на АТП 250 турнирима, као и претходне титуле. У октобру, Раонић је другу годину заредом стигао до финала Јапан Опена, али је изгубио у неизвесном мечу против седмог играча света Хуана Мартина дел Потра. То је био његов четврти узастопни пораз у финалу АТП 500 такмичења.
У осам од девет АТП 1000 догађаја, Раонић је изједначио или побољшао свој најбољи учинак у каријери. Пласирао се у прво финале АТП 1000 серије, на Канада Опену-у августу. Током победе у трећем колу над дел Потром, Раонићу је додељен поен иако је ногом додирнуо мрежу. Своју грешку није пријавио судији и освојио је последњих девет поена којим је завршио меч. Раонић је касније признао да је погрешио што тада није признао своју грешку: „Направио сам грешку у тренутку... Разочаран сам собом, како сам се понео.” Након што је у четвртфиналу победио Ернеста Гулбиса, Раонић је у полуфиналу победио Канађанина Поспишила. Меч против Поспишила био је прво канадско полуфинале на АТП 1000 турниру. У финалу је изгубио од Надала за само 68 минута. Након турнира, Раонић је рангиран на 10. месту, поставши први канадски играч и први играч рођен 1990-их који се пласирао у 10 најбољих.
Раонић је током 2013. поново водио на АТП  листама по поенима освојеним на први сервис (82%) и у освојеним сервис гемовима (91%). Другу годину заредом имао је 45 победа. Његов тренерски тим је претрпео значајне промене 2013. године. Раонић се у мају разишао са тренером Бланком, који га је тренирао две и по године. Непуних месец дана касније, Раонић је за тренера ангажовао бившег тенисера Ивана Љубичића. У децембру је за ко-тренера ангажовао Рикарда Пјатија.

### 2014: Прво гренд слем полуфинале
Раонић је почео 2014. пласманом у треће коло Аустралијан опена, где је изгубио у мечу против Григора Димитрова. Повредио је скочни зглоб, збогг чега није играо шест недеља.
Од марта до маја, Раонић је побољшао свој најбољи учинак у каријери на пет узастопних АТП 1000 догађаја. На Мастерсу у Индијан Велсу победио је Мареја и стигао је до четвртфинала, изгубивши од Александра Долгополова. Изгубио је у четвртфиналу Мастерса у Мајамију од Надала. Стигао је до четвртфинала трећег по реду АТП 1000 турнира на Мастерсу у Монте Карлу али га је победио Вавринка. Резултат је донео Раонићу висок ранг у каријери као 9. светски број. Раонић је изгубио у трећем колу Мадрид опена од Нишикорија. На Отвореном првенству Италије, Раонић је победио Жеремија Шардија у четвртфиналу и стигао до свог првог полуфинала Мастерс 1000 на шљаци. После освајања првог сета, изгубио је полуфинални меч, у којем га је победио Новак Ђоковић, који је потом и освојио турнинг. Иако је играо са Ђоковићем у Дејвис купу 2013, ово је био њихов први АТП меч у синглу.
На Отвореном првенству Француске, Раонић је први пут био носилац међу осам најбољих на Гренд слем турниру. Забележио је победе против Ника Кирјоса, Јиржија Веселог, Жила Симона и Марсела Гранољерса и по први пут у каријери се пласирао у четвртфинале великог меча, поставши први Канађанин коме је то успело у Отвореној ери. Изгубио је у четвртфиналу против Ђоковића. После меча, Раонић је прокоментарисао: „Пласирао сам се даље на Слему него раније и научио сам ствари чак и из овог пораза“.
На Вимблдону, Раонић је поново био осми носилац. Победио је Мета Ебдена, Џека Сока, Лукаша Кубота, Нишикорија и Киријоса и пласирао се у прво полуфинале на Вимблдону. Тиме је постао први канадски тенисер у синглу који се пласирао у полуфинале на гранд слем турниру, што је послењи пут успео Роберт Пауел 1908. године.  У четвртфиналном мечу против Киријоса, Раонић је изједначио свој рекорд у каријери са реализованих 39 асова и однео је победу. У полуфиналу, Раонић је изгубио од Федерера у три сета. Након меча, Раонић је рекао: "Има много добрих ствари које можемо извући ... Али када дођете до овакве тачке, мислим да је то просто људска природа, похлепа људске природе, да желите много више. Осетите то пред собом и желите да то досегнете." Упркос поразу, Раонић је напредовао на ранг листи најбољих играча света, заузевши шесту позицију, највишу у каријери.
На наредном турниру, Раонић је стигао до првог финала те године, на Вашингтон опену; играо је против Поспишила у првом канадском финалу у историји АТП-а. Раонић је освојио титулу без изгубљеног сета. То је била његова прва АТП 500 титула, након што је завршио као другопласирани на четири претходна АТП 500 турнира. Након што је стигао до четвртфинала на Канада Опен-у и полуфинала на Мастерсу у Синсинатију, освојио је US Open серију 2014.
На US Опену, Раонић је био пети носилац. Победио је у прва три меча а у четвртом колу се суочио са ривалом Нишикоријем. Ујутро 2. септембра, Раонић и Нишикори су изједначили рекод када је меч завршен на Отвореном првенству САД. Меч је завршен у 2:26 ујутру, што је изједначење претходног рекорда који је постављен на мечу између Матса Виландера и Микаела Пернфоша 1993. и између Изнера и Филипа Колшрајбера 2012. године. Меч се играоу пет сетова и трајао је 4 часа и 19 минута, при чему је Раонић изгубио, а Нишикори се пласирао у четвртфинале. У октобру је Раонић трећу годину заредом стигао до финала Јапан опена, али га је поново победио Нишикори.
Три године раније, 2011., Раонић је поставио лични циљ да се пласира у АТП финала на крају године, што је резултат који су остварили само осам најбоље рангираних тенисера. На путу до последњег АТП 1000 догађаја током 2014, Парис Мастерса, Раонић је био рангирам место иза Федерера на ранг листи. Победио је Соцка и Роберта Баутисту Агута и наместио четвртфинални меч против другог Федерера, који га је победио у свих шест претходних сусрета. Била му је потребна победа да не би био елиминисан из борбе за АТП финале, Раонић је победио у два сета. Његова победа је поздрављена као „победа која дефинише каријеру“. У интервјуу после меча, Раонић је замољен да рангира ову победу у својој каријери. Он је одговорио: „С обзиром на све околности, мислим да је ово била највећа победа за мене.“ Победио је Бердиха у полуфиналу и изборио место у другом АТП 1000 финалу у каријери. Изгубио је од Ђоковића у финалу, али је обезбедио пласман у АТП финале 2014. Он је први Канађанин који је стигао до АТП финала, и први играч рођен 1990-их који је то успео. Раонић се повукао са турнира због кидања мишића ногу пре меча против Нишикорија, након пораза од Федерера и Мареја.
Раонић је окончао календарску годину на 8. месту. Био је један од само три играча који су се пласирали у четвртфинале или боље на седам од девет АТП 1000 турнира. Раонић је 2014. завршио са рекордним резултатом у каријери од остварених 1107 асова. У то време, ово је био пети остварени број асева током године, у историји. Рекорд су надмашили и Иво Карловић и Изнер током 2015.

### 2015: Топ 4 на ранг листи и проблеми са повредама
Раонић је отпочео сезону 2015. тако што је стигао до финала Бризбејн Интернешенела, након што је победио Нишикорија у три сета, док је меч одлучен у тај-брејку. Изгубио је против Федерера у три сета, а Федерер који је тада био други рекет света, је забележио своју 1000. победу. Касније у току месеца стигао је до четвртфинала Аустралијан опена пошто је победио Фелисијана Лопеза. Изгубио је од Ђоковића у два сета.
На Мастерсу у Индијан Велсу, Раонић је победио Надала у четвртфиналу, након што је спасао три меч лопте у тајбрејку другог сета. Раонићу је то била прва победа у каријери над Надалом, после пет претходних пораза. Изгубио је од Федерера у полуфиналу.
У априлу 2015. Раонић је отворио Мастерс у Монте Карлу победом над Жоаом Созом. На наредном мечу против Томија Робреда, Раонић је затражио медицински тајм-аут због повреде десне ноге. Иако је однео победу у мечу, Раонићев менаџер је указао да је Раонић играњем погоршао ранију повреду. У четвртфиналном мечу против Бердиха, пожалио се на утрнулост десне ноге током медицинског тајм-аута, и повукао се док је заостајао 2-5 у првом сету. Дијагностиковано је да му је укљештен нерв, а очекивало се да ће Раонић бити здрав за Отворено првенство Мадрида.
У Мадриду, Раонић се пласирао у четвртфинале победом у низу над Монаком и Леонардом Мајером. Након што је Раонић изгубио у четвртфиналу од Мареја, Мареј је приметио да се Раонић „мучи [са повредом]“. После меча, Раонић је најавио да ће се подвргнути операцији да среди нерв на стопалу, са циљем да се опорави за Отворено првенство Француске. Иронично, Раонићева позиција на светској ранг-листи била је највиша у каријери; био је четврти следеће недеље, што је највише у историји канадских тенисера.
Након операције, Раонић се повукао са Отвореног првенства Италије и Отвореног првенства Француске. Вратио се на време за сезону на трави. Након што је претходних година играо у Халеу, Раонић је први пут изабрао да игра на Квинс клупском првенству али је изгубио у четвртфиналу. Изгубио је и у трећем колу Вимблдона. Након пораза на Вимблдону у мечу против Киргиоса, Раонић је прокоментарисао да је његова повреда стопала довела до проблема у целом телу: „Није било места где ми није [правило проблеме]... Прво скочни зглоб, затим кук, а затим леђа. Онда када то не функционишу, само поставите превелики притисак на раме, а онда вас раме боли." Повреде су довеле до тога да Раонич одустане од меча канадског Дејвис купа против репрезентације Белгије; и повекао се са Отвореног првенства у Вашингтону, где је Раонић био бранилац титуле; и до пораза у првом колу на Отвореном првенству Канаде и Мастерсу у Синсинатију; и порааз у трећем колу на US Опену, где је изгубио у мечу против Лопеза.
У септембру, на Отвореном првенству у Санкт Петербургу, Раонић је освојио своју седму титулу у синглу—и прву у Европи—победом у три сета над Соусом. Његов сервис је прекинут само једном на целом турниру. После раних пораза на Отвореном првенству Кине и Мастерсу у Шангају, Раонић је завршио своју АТП сезону тако што је одустао од три узастопна турнира, због повреде. Другог новембра је испао са листе топ 10 игра света, и био је 14. После шест недеља одмора, Раонић се придружио Филипин Мавериксима на егзибиционој Међународној Премијер тениској лиги (ИПТЛ) у децембру. После четири меча повукао се због грчева у леђима.
Крајем новембра Раонић се разишао и са Љубичићем, који га је тренирао од јуна 2013. и Остином Наном, који му је био менаџер за медије скоро четири године. Љубичић је две недеље касније ушао у Федереров тренерски тим. Раонић је контактирао бившег тенисера број 1 Карлоса Моју  са идејом да му постане тренер и они су заједно тренирали и разговарали током ИПТЛ догађаја. Њихов однос је убрзо формализован и 1. јануара 2016. Раонић је најавио да ће се Моја придружити његовом тренерском тиму заједно са Пјатијем. Раонић је рекао да је изабрао Моју из три разлога: „Карлос је веома опуштен и позитиван [...и] добро комуницира.

### 2016: Прво гренд слем финале и рангирање међу топ 3
Милош Раонић се пласирао у финале интернационалног турнира у Бризбејну, где му је противник био Роџер Федерер. Меч је био реванш, пошто су играли у финалу 2015. Овог пута, Раонић је однео победу и освојио осму титулу у каријери. Упитан да да коментар о Раонићу након меча, Федерер је приметио: „Зс великог момка, он се добро креће... Он је побољшао кондицију последњих неколико година. Такође, тактички, мислим да је сада бољи него што је икада био. свесно се трудио да игра близу основне линије, док је раније, када је радио са шпанским тренерима, играо прилично иза."
У четвртом колу Аустралијан опена победио је Вавринку у пет сетова. Вавринка је освојио турнир у Аустралији 2014. и Раонић је однео прву победу у пет мечева које су играли. Затим је победио Монфиса у четвртфиналу и пласирао се у полуфинале Аустралијан опена, по први пут у каријери. Постао је први Канађанин који је стигао до полуфинала Аустралијан опена. У полуфиналу је изгубио од тада другог играча света, Мареја, у пет сетова. Задобио је повреду адуктора док је био у вођству по сетовима. После меча је рекао да је пораз „вероватно најсрцепарајући“.
Повреда адуктора је приморала Раонића да не игра шест недеља; одустао је играња на Делреј Бич Опену и Мексико Опену и такође је одбио да игра на Дејвис Купу за Канаду, која је играла против Француске. Поново је почео са игром на Мастерсу у Индијан Велсу, пласиравши се у финале против првопласираног Новака Ђоковића; остварио је низом од четири победе над топ 20 играча, победио је Бернарда Томића, Бердиха, Монфиса и Дајвид Гофена. У полуфиналној победи над Гофином, просечан други сервис Раонића (180 километара на част) био је бржи од Гофиновог просечног првог сервиса (177 километара на час). Ђоковић је пред финале рекао: „Милош вероватно игра најбољи тенис који је икада играо. Његов сервис је био феноменалан пред почетак ове сезоне, али чини се да је постао још бољи, посебно његов други сервис. Он се више труди...." Раонић је у финалу изгубио у мечу против Ђоковића, што је био његов трећи узастопни пораз у финалу АТП 1000.
Раонић је играо на Индијан Велсу и пласироа се у четвртфинала на наредна три АТП 1000 такмичења у Мајамију, Монте Карлу и Мадриду али је на крају изгубибио од Киргиоса, Мареја и Ђоковића. Другог маја поново се пласирао на листу топ 10 играча света, заузевши 10. позицију. Раонић је наставио сезону на шљаци поразом у другом колу на Отвореном првенству Италије од Киргиоса. На Отвореном првенству Француске био је осми носилац, али је изгубио у четвртом колу у узастопним сетовима у дуелу против 55. играча света Алберта Рамоса Вињоласа. Током Отвореног првенства Француске, бивши број 1 и троструки шампион Вимблдона Џон Макинро најавио је да ће се придружити Раонићевом тиму као консултант за сезону на трави. Раонић је тим поводом рекао: „Само сам тражио још један сет очију, да будем мало ефикаснији на трави“ и рекао је да се ради о „општем поправљању“. Макинро је напустио Раонићев тим у августу.
Он је почео сезону на трави тако што је прошао у прво финале на на Квинс клупском првенству, без изгубљеног сервиса, у победама у мечевима против Киргиоа, Веселог, Баутиста Агута и Томића, али је изгубио финале у три сета од Мареја. На Вимблдону, Раонић је победио у прва три меча, против Пабла Карења Бусте, Андреаса Сепија и Сока. У четвртом колу против Гофина, Раонић се вратио из заостатка од два сета и први пут у каријери је победио у пет сетова. Раонић је потом победио Кверија у четвртфиналу и Федерера у полуфиналу, што је био  Федереров први пораз у 11 полуфинала Вимблдона. Победом је Раонић стигао до свог првог гренд слем финала. У финалу је изгубио у мечу против Мареја, иако је направио најбржи сервис на турниру брзином од 237 километара на час.
Преласком да игра на тврдим подлогама након Вимблдона, Раонић се пласирао у четвртфинале Отвореног првенства Канаде, изгубивши од Монфиса, пре него што је пети пут изгубио против Мареја 2016. у полуфиналу Мастерса у Синсинатију. Раонић је био пети носилац на Ју-Ес опену, али је изгубио у другом колу од Рајана Харисона, делом због исцрпљујућих грчева. У септембру су грчеви наведени као разлог зашто је Раонић пропустио утакмицу Канаде у Дејвис купу против Чилеа. Касније тог месеца, Раонић није успео да одбрани титулу на Отвореном првенству у Санкт Петербургу, пао је у првом мечу од Јужног. Раонић је одустао од Отвореног првенства Кине пре полуфиналног меча због повреде скочног зглоба задобијене у четвртфиналу. Овим резултатом, Раонић се по други пут квалификовао за ATP World Tour Finals. Раонић је задобио још једну повреду, раздеру квадрицепса, током четвртфиналног меча против Жоа-Вилфрида Цонге на Мастерсу у Паризу и повукао се пре почетка полуфинала против Мареја.
У финалу АТП светске турнеје, Раонић је изгубио од Ђоковића, али је победио Монфиса и Тима у рунди и пласирао се у своје прво полуфинале Тур финала  Изгубио је полуфинални меч од Мареја за 3 сата и 38 минута, најдужи меч на АТП туру 2016. и најдужи меч у историји Ворлд Тоур Финалс. Раонић се попео на 3. место на ранг листи најбољих тенисера, што је био његов најбољи резултат у каријери, завршивши годину иза само Мареја и Ђоковића. У децембру је прекинуо тренерску везу са Мојом, и укључио је бившег шампиона Вимблдона Ричарда Крајичека у свој тренерски штаб заједно са Пјатијем за сезону 2017.

### 2017: Још повреда и испадање из топ 20
На првом турниру у сезони, у Бризбејну, Раонић  се пласирао у полуфинале победом над Дијегом Шварцманом и Рафаелом Надалом у прва два кола. Изгубио је од Григора Димитрова у два сета. На Аустралијан опену је однео победу је у прва два меча, над Дастином Брауном и Жилом Милером. У трећем и четвртом колу савладао је Жила Симона, а затим Роберта Баутисту Агута, у четири сета. Иако Раонић у четвртфиналу није успео да надмаши  финалисту на турнирну Рафаела Надала, овај резултат је обележио трећу годину заредом да је Милош Раонић прошао барем у четвртфиналу на овом турниру. На следећем турниру у фебруару, стигао је до финала у Делреј Бичу, чиме је Џек Сок изгубио у финалу због кидања тетиве у десној нози.
Након што се опоравио се од повреде на Отвореном првенству у Мајамију у марту, Раонић је победио Виктора Троицког у првом колу, али је морао да одустане од следећег меча против квалификанта Џареда Доналдсона, поново због повреде тетиве. У мају се Раонић пласирао у своје друго финале сезоне, изгубивши од Марина Чилића у Истанбулу. Изгубио је у четвртом колу Отвореног првенства Француске од Пабла Карења Бусте у маратону у пет сетова. На Вимблдону се пласирао у четвртфинале, али је поражен од Роџера Федерера у три сеа. Након трке на Вимблдону, играо је још само два турнира, изгубивши у четвртфиналу у Вашингтону од Џека Сока и у другом колу у Монтреалу од Адријана Манарина. Затим је морао да се повуче са разних турнира, укључујући Ју-ес Опен, због повреде. Раонић се вратио у октобру на Отворено првенство Јапана, али је морао да се повуче у мечу другог кола против Јуичија Сугите поново због повреде. Иако је 2017. стигао до два финала, то је било први пут од 2011. да није успео да освоји бар једну титулу.

### 2018: Повратак у топ 20
Након што је рано завршио сезону 2017, Раонић је пао на 24. место. Сезону је почео на Бризбејн интернешенел турниру као четврти носилац. Изгубио је у другом колу од Алекса де Минора у два сета. Раонић је потом наставио да се такмичи на Аустралијан опену 2018, где је изгубио у првом колу од Лукаша Лацка у четири сета. Ово је Раонићу био други пут укупно да је изгубио у првом колу гренд слема и први пут од Отвореног првенства Француске 2011. То је такође значило да ће испасти из топ 30, први пут од фебруара 2011.
Раонићев следећи турнир био је Delray Beach Open. Лако је победио Таро Данијела у првој рунди, али је изгубио од Стива Џонсона у узастопним сетовима у следећем колу. У Индијан Велсу, Раонић се пласирао у прво полуфинале Мастерс 1000 од новембра 2016. у Паризу, победивши сународника Феликса Оже Алијасим, Жоаа Созу, Маркоса Багдатиса у пролазу и Сема Кверија, респективно у првим рундама. Поражен је од Хуана Мартина дел Потра у узастопним сетовима. Следеће недеље на Отвореном првенству у Мајамију, Раонић се пласирао у четвртфинале, али је другу недељу заредом изгубио од дел Потра, овог пута у три тесна сета. Није се такмичио на Отвореном првенству Француске због повреде колена. У јуну на Отвореном првенству у Штутгарту, пласирао се у прво финале за више од годину дана, али је поражен од другог играча света Роџера Федерера.
На Вимблдону се пласирао у четвртфинале, али је изгубио од Џона Изнера.

### 2019: Четврто четвртфинале Аустралијан опена
Раонић је био 16. носилац на Аустралијан опену 2019. Он је победио Ника Кирјоса у првом колу у низу сетова и тесно победио шампиона из 2014. Стана Вавринку у четири тесна тајбрејк сета у другом колу. У трећем је победио Пјера-Хуга Херберта. У четвртом колу суочио се са четвртим носиоцем Александром Зверевом. Почео је меч доминантно, победивши у 12 од првих 14 гемова и повео је у два сета. Зверев је одиграо конкурентан трећи сет, али је Раонић на крају победио у тајбрејку. У четвртфиналу је изгубио од 28. носиоца Лукаса Пуја у четири сета.
Он је у овом периоду најавио прекид сарадње са дотадашњим тренером Гораном Иванишевићем, те најавио да ће га тренирати бивши француски тенисер Фабрис Санторо.

### 2020: Пето четвртфинале Аустралијан опена, четврто финале Мастерса 1000
Раонић је почео 2020. на Отвореном првенству Катара у Дохи где је био четврти носилац. Међутим, у свом првом мечу изгубио је од Корентена Мутеа у низу. Раонић је потом учествовао на Аустралијан опену 2020, где је победио Лоренца Ђустина, Кристијана Гарина, Стефаноса Циципаса и Марина Чилића пре него што је изгубио од Новака Ђоковића у четвртфиналној фази у низовима. У фебруару 2020, Раонић је учествовао на Отвореном првенству Њујорка где је био други носилац, али је изгубио од Ву Квон Суна свом првом мечу на турниру. Неколико дана касније, учествовао је у Делреј Бичу и победио је Дениса Истомина, Седрика-Марсела Штеба, Стива Џонсона пре него што је изгубио полуфинални меч од Рајлија Опелке.
Раонић се вратио у форму на Мастерсу у Синсинатију 2020. године, где је победио Сема Кверија, Данијела Еванса и Ендија Мареја, све у низу. У четвртфиналној фази се вратио у игру и спасио меч лопту и савладао Филипа Крајиновића у њиховом четвртфиналном сусрету. Он је победио 4. носиоца Стефаноса Циципаса у узастопним сетовима и стигао до свог четвртог финала Мастерс 1000. У финалу је изгубио од Новака Ђоковића у 3 сета. На Ју-ес Опену изгубио је у другом колу од земљака Васека Поспишила.
После полуфиналног наступа на Отвореном првенству у Санкт Петербургу, Раонић ће своју годину завршити још једним полуфиналним наступом на Мастерсу у Паризу где је изгубио од 3. носиоца и коначног шампиона Данила Медведева у два сета.

### 2021: Деби на АТП купу, повреде и пауза
Раонић је отпочео сезону 2021. на АТП купу 2021. представљајући тим Канаде заједно са земљацима Денисом Шаповаловим, Стивеном Дизом и Питером Поланским. Канада је извучена у групу по кругу са тимовима Србије и Немачке, а Раонић је уписан као играч број 2. У првом мечу против репрезентације Србије, Раонић је победио Душана Лајовића у сингл мечу. У партнерству са Шаповаловим у одлучујућем мечу дублова, нису успели да победе и тако изгубили нерешено 2–1. У другом нерешеном мечу, против тима Немачке, Раонић је изгубио сингл меч од Јан-Ленарда Штруфа у два тај-брејка сета, а након што је Шаповалов изгубио меч против Зверева, Канада је елиминисана са турнира. На Аустралијан опену 2021. изгубио је у четвртом колу од каснијег шампиона Новака Ђоковића.
Раонић се већи део године борио са повредама потколенице и десне ноге. Након што је изгубио у четвртом колу Мастерса у Мајамију 2021. од коначног шампиона Хуберта Хуркача у три сета, направио је паузу која је трајала три месеца и вратио се на Отворено првенство Атланте 2021. у јулу. Као први носилац, изгубио је у свом уводном мечу од коначног финалисте Брандона Накашиме у три сета. После пораза поново је паузирао због повреда.

### 2023: Повратак на турнире на трави после две године
Према речима његовог тренера Марија Тудора, Раонић је планирао да се врати на турнеју 2023. У мају је објављена вест да ће учествовати у сезони на трави. У јуну је ушао на Либема Опен 2023. користећи свој заштићени ранг и вратио свој први меч, победивши петог носиоца Миомира Кецмановића у два сета. добио је први велики меч од 2021. на Вимблдону 2023. победивши Дениса Новака. Изгубио је од Томија Пола у другом колу. Као резултат тога, померио се за више од 300 позиција, близу првих 500 на ранг листи. Он је изјавио да би ово могао бити његов последњи Вимблдон. Он је даље додао да очекује да ће играти на Отвореном првенству Канаде у Торонту а затим на Ју-ес Опену пре него што се пензионише. У Канади је стигао до трећег кола, изгубивши од Макензи Макдоналда. У новембру 2023. Раонић се такмичио за Канаду на Дејвис купу први пут од 2018. Победио је Патрика Кауковалту али је Канада на крају изгубила од Финске која је прошла у полуфинале турнира.

### 2024: Повратак на Аустралијан опен и пласман у топ 160
У јануару 2024, Раонић се вратио на Аустралијан опен. У мечу првог кола играо против домаћег такмичара Алекса де Минора. Раонић је узео први сет, а Де Минор други. У трећем сету де Минор је обезбедио брејк када се Раонић повукао са меча због повреде ноге.
У фебруару 2024, Раонић је требало да поново игра за Канаду у квалификацијама за Дејвис куп против Јужне Кореје али на крају није играо за репрезентацију Канаде. Поново се пласирао у првих 200; био је 197. играч света 18. марта 2024.
На почетку сезоне на травнатим подлогама, стигао је до свог другог четвртфинала сезоне на Либема Опену 2024. у Хертогенбосу (после Ротердама) победивши осмог носиоца Џордана Томпсона и Роберта Баутисту Агута. Затим је учествовао на Краљичином клупском првенству 2024. и победио локалног фаворита Камерона Норија у три тесна сета, постигавши 47 асова, што је нови рекорд за најбољи меч од три (премашивши Карловића 2015. са 45). Као резултат тога, прешао је у првих 160 на АТП листи.

## Репрезентација Канаде
Раонић је на почетку каријере био упитан да ли ће следити пример Руседског, последњег истакнутог канадског тенисера, који је одлучио да представља Велику Британију. Раонић је изјавио да ће играти за Канаду.
Раонић је прихватио улогу која му је предодређена као најбољег канадског играча у синглу и намервао је да више игра за националну репререзантцију. Он је 2010. изјавио: „Желим да начиним разлику у Канади са [мојом каријером]. Осећам да ако бих постигао своје циљеве то би могло да направи велику разлику у расту тениса у Канади и помогне да се произведе више врхунских играча у будућност“. Пре утакмице Дејвис купа са Јапаном 2015, рекао је: „Овде сам јер желим да будем овде. Нико ми не говори да морам да будем овде. Желим да успем на турниру, и желим да успем у игри за Канаду."

### Дејвис Куп
Од 2010. до 2016. Канада се такмичила у 16 мечева на Дејвис купу. Раонић је представљао Канаду у 11 од тих мечева, док је пет пропустио због повреда и то против: Еквадора 2011, Јапана 2014, Белгије 2015, и Француске и Чилеа 2016. Свеукупно, Раонић има 16 победа у мечевима у 22 меча Дејвис купа (14–5 у синглу; 2–1 у дублу). Он је један од најуспешнијих играча у историји учешћа Канаде на Дејвис купу; изједначен је на шестом месту у укупним победама у мечу и на трећем у победама у синглу.
Раонић је дебитовао на Дејвс купу у Боготи против Колумбије 2010. Имао је 19 година. Раонић је изгубио оба своја меча у синглу (против Сантјага Хиралда и Хуана Себастијана Кабала), али је победио у дуелу са Нестором, који је тада био најбоље рангирани дубл играч на свету. Његова прва победа у сингл мечевима била је у наредном мечу Канаде против Доминиканске Републике; победио је Виктора Естрељу Бургоса у пет сетова. Ово је био први меч од пет сетова у Раонићевој каријери. Такмичећи се против Мексика 2011. године, Раонић је први пут победио у три меча за нерешен резултат. Победио је Мануела Санчеза и Данијела Гарзу у синглу и удруживши се са Поспишилом како би победио и у дублу.
У првом колу Светске групе Дејвис купа 2013, Раонић је победио Рамоса Вињоласа и Гиљерма Гарсије Лопеза у појединачној конкуренцији и предводио Канаду над Шпанијом. Поновио је овај успех победама над Фабиом Фоњинијем и Сепијем како би помогао Канади да победи Италију у четвртфиналу, пославши Канаду у полуфинале Дејвис купа први пут од 1913. У полуфиналу против Србије, Раонић је победио Типсаревића у сингл мечу, али је изгубио од првог играча света Новака Ђоковића и Канада је елиминисана. Пораз против Ђоковића био је Раонићев први сингл меч који је играо против Новака Ђоковића.

### Олимпијске игре
Раонић је представљао Канаду на Олимпијским играма у Лондону 2012. и такмичио се у појединачној конкуренцији. Он је однео победу у мечу првог кола над Јапанцем Тацумом Итом у низу у низу. У другом колу, Раонић је изгубио од Француза Цонге резултатом 3–6, 6–3, 23–25, оборивши три олимпијска тениска рекорда. Тај меч је тренутни рекорд по броју одиграних гемова у мечу за најбољи од три сета (66 гемова) и по највише гемова одиграних у једном сету (48 гемова) у историји Олимпијских игара. То је био и најдужи олимпијски меч по одиграном времену (3 сата 57 минута), али је овај рекорд оборен три дана касније у полуфиналном мечу између Федерера и дел Потра (4 сата 26 минута).
Раонић је одлучио да не игра на Летњим олимпијским играма 2016, наводећи као разлог здравствене проблеме и зика вирус.

### Хопман Куп
Он се 2014. удружио са Бушаром. Представљали су Канаду на Хопман купу. Раонић је победио у два од три меча у синглу, а у пару са Бушаром победио је у два од три меча у дублу. Канада је завршила на другом месту — иза Пољске која је била први носилац — и елиминисана је са Купа.

## Стил игре
Најистакнутији аспект Раонићеве игре је његов моћан и прецизан сервис, због којег је задобио надимак „Ракета“. Често се наводи као један од најбољих сервисера међу тенисерима, уз Карловића и Изнера. Неки сматрају да је Раонићев сервис међу најбољима свих времена. Сампрас, Раонићев идол из детињства, описује Раонићев сервис као „већи од великог“. После меча против Раонића, Ђоковић је прокоментарисао „Не могу да се сетим када сам се последњи пут осећао тако беспомоћно када сам враћао. Чак и његов други сервис“. Тенисерка Серена Вилијамс рекла је „да може да узме нешто од другог играча, то би био сервис Милоша Раонића“. Статистички, Раонић је међу најјачим серверима у Отвореној ери, победивши у 91% сервисних игара и заузео треће место свих времена. Раонић има један од најбржих забележених сервиса свих времена.
Захваљујући сервису, Раонић игра добро на свим теренима са нагласком на кратке поене. Оба ударца су му добра, али његов форхенд је јачи од бекхенда. Због тога је познато да преферира форхенд. Покушава да диктира игру и генерално је агресивнији од противника, о чему сведочи обично више винера и више неизнуђених грешака. У циљу да би брто довршио поене, Раонић се повремено приближава мрежи и примењује различите стратегије како би освојио поен.
Раонић више воли да игра на тврдим подлогама, где је био успешнији него на шљаци или трави. Сви изузев два турнира на којима је Раонић стигао до финала играни су на тврдим подлогама, и све осим три његове победе над топ 10 играча света било је на турнирима где се играло на тврдој подлози.
Када је имао двадесет година, National Post је описао Раонића као „врућу главу кога понашање на терену спутавало“. Како је одрастао, коментатори су га видели као „стоичког“, „налик роботу“ и „без емоција“, а The Daily Telegraph га је назвао „анлитичним типом који доводи у питање све што ради у пракси“. Раонић је 2014. године објаснио: „Ја сам син два инжењера, тако да је све игра бројева и рачунања. Он је 2016. додао: „Веома сам систематичан у томе како [ја] треба да радим на стварима да бих себи извукао најбољу игру, и можда то испадне као механички и роботски и такве ствари, али ја Не знам да ли бих то икада променио јер осећам да је то начин на који извлачим најбоље из себе када је у питању мој тенис."
Аспекти Раонићеве игре који су критиковани укључују његов повратак сервиса, брзину и покретљивост, бекхенд, кратку игру, и коришћење бекспина или спидспина. Његова натпросечна висина — 196 cm —доводи се у везу са његовим снажним сервисом, али се каже да му ограничава кретање по терену.

## Опрема и одећа
Милош Раонић користи Wilson BLX Blade 98 18x20 тениски рекет и LUXILON M2 Pro 1.25 16L жице. У јануару 2013, Раонић је постао први тенисер који је подржао одећу и обућу марке New Balance, што је био део уговора за који се наводи да је вредео „1 милион америчких долара годишње током пет година“. Отприлике две и по године касније, овај уговор је продужен „за трајање [Раонићеве] каријере и надаље“, и предвиђа се да ће New Balanceувећати износ окјим подржава Фондацију Милоша Раонића. Тенис Канада је описао то што је уговор дожовитан као нешто што је „јединствено“.
Од марта 2014. Раонић је током игре стављао рукав на десну руку. У почетку је носио рибарски рукав да покрије осип који је имао због алергијске реакције на крему за масажу. Касније је користио рукав са атлетском компресијом, често улкапњан бојама одеће коју је носио на терену. Рукав је носио ради удобности, а Раонићу је ношење постало навика. Рукав је постао препознатљив део Раонићевог имиџа; отворен је Твитер налог за рукав односно у подршку Раонићу. Слоган Верујте у рукав" постао је синоним за Раонића у медијима и међу Раонићевим фановима. Серена Вилијамс описала је рукав као „супер кул и другачији“.
Раонића представља CAA Sports, одељење Creative Artists Agency. Његови остали спонзорски уговори су: Aviva (осигурање), Canada Goose (одећа), Commerce Court (некретнине), Lacoste (одећа), Ролекс (сатови), SAP AG (софтвер), и Zepp (уређаји за праћење броја корака и других параметара физичке или спортске активности).

## Ривали и савременици

### Раонић и велика четворка
Раонић има скор  9–36 против Велике четворке, укључујући 0–11 против Ђоковића, 2–7 против Надала, 3–11 против Федерера, и 4–9 против Мареја.
Сваки Раонићев најбољи пласман на значајним турнирима (односно главним турнирима и турнирима АТП 1000) завршио се поразом у мечу против неког играча из Велике четворке: изгубио је против Надала у финалу Канадског опена 2013, Федерера у полуфиналу Вимблдона 2014, Ђоковић у финалу Мастерса у Паризу 2014, Мареј у полуфиналу Аустралијан опена 2016, Ђоковић у финалу Мастерса Индијан Велса 2016, Мареј у финалу Вимблдона 2016, и Мареј у полуфиналу АТП 2016. Финале Светске турнеје. На главним турнирима, Раонић има скор 1–8 против Велике четворке, изгубивши првих пет мечева све у три сета. У Дејвис куп такмичењу сусрео се само са једним од њих четворице: изгубио је од Ђоковића у полуфиналу 2013. године.
Сваки Раонићев најбољи пласман на значајним турнирима (односно главним турнирима и турнирима АТП 1000) завршио се поразом у мечу против неко играча из Велике четворке: изгубио је против Надала у финалу Канадског опена 2013, Федерера у полуфиналу Вимблдона 2014, Ђоковића у финалу Мастерса у Паризу 2014, Мареј у полуфиналу Аустралијан опена 2016, Ђоковић у финалу Мастерса Индијан Велса 2016, Мареј у финалу Вимблдона 2016, и Мареј у полуфиналу АТП 2016. Финале Светске турнеје. На главним турнирима, Раонић има скор 1–8 против Велике четворке, изгубивши првих пет мечева у три сета. У игри Дејвис купа сусрео се само са једним од четири: изгубио је од Ђоковића у полуфиналу 2013. године.
Најчешћи Раонићев противник, било у оквиру или мимо Велике четворке, је Федерер (14 мечева). Раонићева прва победа против Федерера у четвртфиналу Мастерса у Паризу 2014. назначена је као „победа која дефинише каријеру“. Његова друга победа над Федерером — у Бризбејну 2016 — била му је прва у финалу против Велике четворке. Трећа победа над Федерером — у полуфиналу Вимблдона 2016. — означила је Раонићеву прву победу на гренд слем турниру против Велике четворке. Раонић је свој меч против Мареја на финалном турниру АТП светске турнеје 2016. описао као „најбољи меч у коме је [он] играо“.

### Раонић и Нишикори
Кеи Нишикори се често наводи као Раонићев главни ривал. Њих двоје имају различите снаге као играчи; према The Globe and Mail, Раонић користи своју „величину и сервис“, док Нишикори користи „памет и брзину“. Обојица су први играчи у државама који су се пласирали у топ 10 играча света. У мају 2015. били су два најмлађа играча у врху 10. Нишикори има предност од 5–2 у седам резултатски напетих мечева, укључујући две победе у финалу Јапан опена (2012, 2014). Од двадесет пет сетова колико су одиграли, десет је захтевало тај-брејк. Само један од њихових мечева је био победа у низу. За пет мечева је потребан максималан број сетова. Играли су маратонски меч у пет сетова на Ју-ес Опену, на којем је изједначен рекорд за меч који је најкасније завршен, и ту у 2:26 ујутру.
Нишикори и Раонић спадају у групу играча за које тениски стручњаци сматрају да би могли да буду наследници Велике четворке. Овако описани играчи били су и: Григор Димитров, Ернест Гулбис, Марин Чилић и Доминик Тим. Раонић има позитиван скор против Гулбиса и Тима, пошто је победио у свих шест сусрета, али има негативан укупан резултат по питању добијених мечева против Чилића и Димитрова, пошто је изгубио четири меча против Димитрова, од шест одиграних.

### Раонић и Поспишил
Поспишил је више савременик него Раонићев ривал. Због сличности у годинама—Поспишил је шест месеци старији —и чињенице да су обоје успешни играчи који су отпочели у склопу развојних програма Теннс Канада, заједно су навођени као лидери нове генерације канадских тенисера. Често су били саиграчи у дубловима на почетку каријера, освајајули су заједно титуле у дубловима на јуниорским и АТП челенџер турнирима. Између 2011. и 2015. године, Раонић и Поспишил су били два најбоље рангирана Канађана на ранг листи на крају године. Као и четири АТП Челинџер и Futures меча, играли су међусобно на два ATP World Tour меча: Раонић је победио Поспишила у првом полуфиналу на АТП 1000 турниру у којем су играла два Канађанина, и у првом финалу у историји АТП-а на којем су играла два Канађанина. Они су чести саиграчи у Дејвис купу, и планирали су да заједно играју дубл на Олимпијским играма у Рију 2016.

### Раонић, Изнер и Карловић
Раонића често пореде са Изнером и Карловићем. Троје играча поседује статистички доминантне сервисе, водећи су на АТП-у по освојеним сервис гемовима и асовима по мечу у периоду између 2012. и 2018. Међутим, ретко су се играли. Раонић има резултат 1–1 против Карловића и 1–5 против Изнера. Карловић има предност од 3–2 у односу на Изнера.
|                            |          | Иво Карловић | Иво Карловић | Џон Изнер | Џон Изнер | Милош Раонић | Милош Раонић |
| -------------------------- | -------- | ------------ | ------------ | --------- | --------- | ------------ | ------------ |
|                            |          | % or #       | АТП ранг     | % or #    | АТП ранг  | % or #       | АТП ранг     |
| Освојени гемови на сервису | 2012     | 87%          | 5.           | 92%       | 2.        | 93%          | 1.           |
| Освојени гемови на сервису | 2013     | 91%          | 2.           | 90%       | 3.        | 91%          | 1.           |
| Освојени гемови на сервису | 2014     | 93%          | 2.           | 93%       | 1.        | 90%          | 4.           |
| Освојени гемови на сервису | 2015     | 96%          | 1.           | 93%       | 3.        | 94%          | 2.           |
| Освојени гемови на сервису | 2016     | 93%          | 2.           | 93%       | 1.        | 91%          | 3.           |
| Освојени гемови на сервису | 2017     | 93%          | n/a          | 93%       | 1.        | 90%          | n/a          |
| Освојени гемови на сервису | 2018     | 93%          | n/a          | 94%       | 1.        | 91%          | 3.           |
| Освојени гемови на сервису | 2019     | 83%          | n/a          | 94%       | 1.        | 81%          | n/a          |
| Освојени гемови на сервису | 2020     |              |              |           |           |              |              |
| Освојени гемови на сервису | Каријера | 92.08%       | 1.           | 91.79%    | 2.        | 91.02%       | 3.           |
| Асови по мечу              | 2012     | 15.3         | 3.           | 16.8      | 1.        | 16.2         | 2.           |
| Асови по мечу              | 2013     | 17.3         | 1.           | 16.3      | 2.        | 14.7         | 3.           |
| Асови по мечу              | 2014     | 18.5         | 1.           | 17.4      | 2.        | 16.5         | 3.           |
| Асови по мечу              | 2015     | 23.0         | 1.           | 18.5      | 2.        | 15.8         | 3.           |
| Асови по мечу              | 2016     | 20.9         | 2.           | 23.2      | 1.        | 12.7         | 6.           |
| Асови по мечу              | 2017     | 20.9         | 5.           | 19.7      | 1.        | 13.8         | 8.           |
| Асови по мечу              | 2018     | 23.5         | 6.           | 22.4      | 1.        | 17.5         | 3.           |
| Асови по мечу              | 2019     | 23.7         | 8.           | 21.5      | 1.        | 19.4         | 4.           |
| Асови по мечу              | 2020     |              |              |           |           |              |              |
| Асови по мечу              | Каријера | 19.84        | 1.           | 18.11     | 2.        | 15.39        | 12.          |

## Филантропија
Током 2011, док се опорављао од повреде кука задобијене на Вимблдону, Раонић је одлучио да се укључи у филантропски рад. У фокус филантропског делања је ставио помоћ деци у неповољном положају. Следеће, 2012. године, покренуо је Фондацију Милош Раонић, која има за циљ да „подржи децу из угрожених средина како би се уклониле економске, физичке и друге баријере које би их могле спречити да постану здраве, продуктивни чланови друштва ... У почетним фазама свог рада, фондација ће се посебно фокусирати на децу са физичким инвалидитетом.“ Од 2016. године, фондација је доделила грантове од 120.000 долара Холандској болници за рехабилитацију деце Блурвју и 30.000 долара Канадском параолимпијском комитету. Раонић и његови родитељи су троје директора фондације, која је у партнерству са ATP Aces for Charity.
У сарадњи са фондацијом одржано је неколико догађаја у циљу прикупљање средстава. Званице су биле познате личности. Дана 15. новембра 2012. године одржана је прва „Раонићева трка за децу“ са више тимова који су се такмичили у брзим физичким и интелектуалним изазовима. Тимове су предводиле познате личности, укључујући познатог канадског фудбала Дејмона Алена и тенисере Јуџини Бушард и Данијела Нестора. Следеће вечери, други догађај „Face Off“ укључивао је егзибиционе мечеве између Раонића и Ендија Родика, и између Серене Вилијамс и Агњешке Радвањске. У новембру 2013. на другој „Раонићевој трци за децу“ учествовали су капитен Дејвис купа Мартин Лорендо, музичар Џим Кади и емитер Џорџ Стромбулопулос. На трећој трци одражној у новембру 2014. учествовали су извршна директорка Тенис Канада Кели Муруметс, фудбалер Двејн ди Розарио и шампиони у уметничком клизању Патрик Чен, Теса Вирту и Скот Моир.
У децембру 2020. објављено је да се Раонић придружио High Impact Athletes, организацији заснованој на покрету ефективног алтруизма где се професионални спортисти обавезују да ће донирати најмање 1% свог прихода најефикаснијим добротворним организацијама на свету заснованим на доказима.

## Рекорди
Ови рекорди су постигнути у Отвореној ери тениса (након 1968).
| Турнир                        | Временски распон | Остварени рекорд                                                                                        | Играчи са којима дели рекорд                                              |
| ----------------------------- | ---------------- | --- | ------------------------------------------------------------------------- |
| Сан Хозе                      | 2011–2013        | 3 узастопне титуле                                                                                      | Кеј Нишикори                                                              |
| Сан Хозе                      | 2011–2013        | 3 узастопна финала                                                                                      | Џон Макенро Пете Сампрас Андре Агаси                                      |
| Летње олимпијске игре         | 2012.            | Већина мечева одиграна је по систему најбољи у три сета (66 утакмица; Цонга је победио 6–3, 3–6, 25–23) | Жо-Вилфрид Цонга                                                          |
| Летње олимпијске игре         | 2012.            | Већина утакмица одиграних у сету (48 гемова; Цонга је освојио трећи сет 25–23)                          | Жо-Вилфрид Цонга                                                          |
| Отворено првенство САД        | 2014.            | Најкасније завршен меч: 2:26 ујутру (победио је Кеј Нишикори 4–6, 7–6, 6–7, 7–5, 6–4)                   | Филип Колшрајбер и Џон Изнер (2012) Матс Виландер и Микаел Пернфош (1993) |
| Финале АТП                    | 2016.            | Најдужи меч: 3 сата и 38 минута (победио је Мареј 5–7, 7–6 (7–5), 7–6 (11–9)                            | Енди Мари                                                                 |
| Тениско првенство Квинс клуба | 2024.            | Највише асова је сервирано у мечу у три сета: 47 (Раонић је победио 6–7 (6–8), 6–3, 7–6 (11–9)          |                                                                           |

## Гренд слем финала

### Појединачно: 1 (0:1)
| Исход     | Бр. | Година | Турнир   | Подлога | Противник | Резултат                |
| --------- | --- | ------ | -------- | ------- | --------- | ----------------------- |
| Финалиста | 1.  | 2016.  | Вимблдон | Трава   | Енди Мари | 4:6, 6:7(3:7), 6:7(2:7) |

## Финала АТП мастерс 1000 серије

### Појединачно: 4 (0:4)
| Исход     | Бр. | Година | Турнир       | Подлога   | Противник     | Резултат      |
| --------- | --- | ------ | ------------ | --------- | ------------- | ------------- |
| Финалиста | 1.  | 2013.  | Монтреал     | Тврда     | Рафаел Надал  | 2:6, 2:6      |
| Финалиста | 2.  | 2014.  | Париз        | Тврда (д) | Новак Ђоковић | 2:6, 3:6      |
| Финалиста | 3.  | 2016.  | Индијан Велс | Тврда     | Новак Ђоковић | 2:6, 0:6      |
| Финалиста | 4.  | 2020.  | Синсинати    | Тврда     | Новак Ђоковић | 6:1, 3:6, 4:6 |

## АТП финала

### Појединачно: 23 (8:15)
| Легенда                        |
| ------------------------------ |
| Гренд слем турнири (0:1)       |
| Завршно првенство сезоне (0:0) |
| АТП мастерс 1000 (0:4)         |
| АТП 500 (1:6)                  |
| АТП 250 (7:4)                  |

| Финала по подлози |
| ----------------- |
| Тврда (8:11)      |
| Шљака (0:1)       |
| Трава (0:3)       |

| Финала по локацији |
| ------------------ |
| Отворено (3:12)    |
| Дворана (5:3)      |

| Исход     | Бр. | Датум               | Турнир                  | Подлога   | Противник         | Резултат                     |
| --------- | --- | ------------------- | ----------------------- | --------- | ----------------- | ---------------------------- |
| Победник  | 1.  | 14. фебруар 2011.   | Сан Хозе, САД           | Тврда (д) | Фернандо Вердаско | 7:6(8:6), 7:6(7:5)           |
| Финалиста | 1.  | 20. фебруар 2011.   | Мемфис, САД             | Тврда (д) | Енди Родик        | 6:7(7:9), 7:6(13:11), 5:7    |
| Победник  | 2.  | 8. јануар 2012.     | Ченај, Индија           | Тврда     | Јанко Типсаревић  | 6:7(4:7), 7:6(7:4), 7:6(7:4) |
| Победник  | 3.  | 20. фебруар 2012.   | Сан Хозе, САД (2)       | Тврда (д) | Денис Истомин     | 7:6(7:3), 6:2                |
| Финалиста | 2.  | 26. фебруар 2012.   | Мемфис, САД (2)         | Тврда (д) | Јирген Мелцер     | 5:7, 6:7(4:7)                |
| Финалиста | 3.  | 7. октобар 2012.    | Токио, Јапан            | Тврда     | Кеј Нишикори      | 6:7(5:7), 6:3, 0:6           |
| Победник  | 4.  | 18. фебруар 2013.   | Сан Хозе, САД (3)       | Тврда (д) | Томи Хас          | 6:4, 6:3                     |
| Финалиста | 4.  | 11. август 2013.    | Монтреал, Канада        | Тврда     | Рафаел Надал      | 2:6, 2:6                     |
| Победник  | 5.  | 29. септембар 2013. | Бангкок, Тајланд        | Тврда (д) | Томаш Бердих      | 7:6(7:4), 6:3                |
| Финалиста | 5.  | 6. октобар 2013.    | Токио, Јапан (2)        | Тврда     | Хуан М. дел Потро | 6:7(5:7), 5:7                |
| Победник  | 6.  | 3. август 2014.     | Вашингтон, САД          | Тврда     | Вашек Поспишил    | 6:1, 6:4                     |
| Финалиста | 6.  | 5. октобар 2014.    | Токио, Јапан (3)        | Тврда     | Кеј Нишикори      | 6:7(5:7), 6:4, 4:6           |
| Финалиста | 7.  | 2. новембар 2014.   | Париз, Француска        | Тврда (д) | Новак Ђоковић‎     | 2:6, 3:6                     |
| Финалиста | 8.  | 11. јануар 2015.    | Бризбејн, Аустралија    | Тврда     | Роџер Федерер‎     | 4:6, 7:6(7:2), 4:6           |
| Победник  | 7.  | 27. септембар 2015. | Санкт Петербург, Русија | Тврда (д) | Жоао Соуза‎        | 6:3, 3:6, 6:3                |
| Победник  | 8.  | 10. јануар 2016.    | Бризбејн, Аустралија    | Тврда     | Роџер Федерер‎     | 6:4, 6:4                     |
| Финалиста | 9.  | 20. март 2016.      | Индијан Велс, САД       | Тврда     | Новак Ђоковић‎     | 2:6, 0:6                     |
| Финалиста | 10. | 19. јун 2016.       | Лондон, В. Британија    | Трава     | Енди Мари         | 7:6(7:5), 4:6, 3:6           |
| Финалиста | 11. | 10. јул 2016.       | Вимблдон, В. Британија  | Трава     | Енди Мари         | 4:6, 6:7(3:7), 6:7(2:7)      |
| Финалиста | 12. | 26. фебруар 2017.   | Делреј Бич, САД         | Тврда     | Џек Сок           | предаја                      |
| Финалиста | 13. | 7. мај 2017.        | Истанбул, Турска        | Шљака     | Марин Чилић       | 6:7(3:7), 3:6                |
| Финалиста | 14. | 17. јун 2018.       | Штутгарт, Немачка       | Трава     | Роџер Федерер     | 4:6, 6:7(3:7)                |
| Финалиста | 15. | 29. август 2020.    | Синсинати, САД          | Тврда     | Новак Ђоковић     | 6:1, 3:6, 4:6                |

### Парови: 1 (0:1)
| Легенда                        |
| ------------------------------ |
| Гренд слем турнири (0:0)       |
| Завршно првенство сезоне (0:0) |
| АТП мастерс 1000 (0:0)         |
| АТП 500 (0:0)                  |
| АТП 250 (0:1)                  |

| Финала по подлози |
| ----------------- |
| Тврда (0:0)       |
| Шљака (0:0)       |
| Трава (0:1)       |

| Финала по локацији |
| ------------------ |
| Отворено (0:1)     |
| Дворана (0:0)      |

| Исход     | Бр. | Датум         | Турнир        | Подлога | Партнер    | Противници                       | Резултат               |
| --------- | --- | ------------- | ------------- | ------- | ---------- | -------------------------------- | ---------------------- |
| Финалиста | 1.  | 12. јун 2011. | Хале, Немачка | Трава   | Робин Хасе | Рохан Бопана Ајсам-ул-Хак Куреши | 6:7(8:10), 6:3, [9:11] |

## Остала финала

### Егзибициони турнири: 1 (0:1)
| Исход     | Бр. | Датум           | Турнир        | Подлога | Противник    | Резултат      | Извор   |
| --------- | --- | --------------- | ------------- | ------- | ------------ | ------------- | ------- |
| Финалиста | 1.  | 2. јануар 2016. | Абу Даби, УАЕ | Тврда   | Рафаел Надал | 6:7(2:7), 3:6 | [ 357 ] |

## Награде
- 2011 — ATP најбољи почетник године[358]
- 2011 — Најбољи канадски тенисер године, према Tennis Canada[359]
- 2012 — Најбољи канадски спортиста године, према QMI Agency[360]
- 2012 — Најбољи канадски тенисер године, додељује Tennis Canada[361]
- 2013 — Најбољи канадски тенисер године, додељује Tennis Canada[362]
- 2013 — Награда Lionel Conacher[363]
- 2014 — Трофеј Emirates AТП Топ 10[364]
- 2014 — Најбољи канадски тенисер године, додељује Tennis Canada[365]
- 2014 — Награда Lionel Conacher[366]
- 2014 — Канађанин године, Канадски клуб у Торонту[367]
- 2015 — Најбољи канадски тенисер године, додељује Tennis Canada[368]
- 2016 — Мушки спортиста године у Кући славних спорта Торонта[369]
- 2016 — Најбољи канадски тенисер године, додељује Tennis Canada[370]